# Sitio de Atenas (86 a. C.)
El sitio de Atenas del año 86 a. C. tuvo lugar en la antigua Atenas, durante la primera guerra mitridática entre la República romana y el tirano de Atenas, aliado del Reino del Ponto. Las fuerzas romanas de Lucio Cornelio Sila derrotaron al ejército greco póntico, al mando de Aristion.

## Contexto histórico
La invasión de Mitrídates, el rey del Ponto al Reino de Bitinia, aliado de Roma, y aún más, el asesinato de ciudadanos romanos en las vísperas asiáticas, generó una guerra abierta con Roma. Tras la derrota de Manio Aquilio, el Senado nombró a Lucio Cornelio Sila como comandante de la expedición del Ponto. Entre tanto, Mitrídates se había ganado a todas las ciudades griegas, para entonces sometidas a Roma, como aliadas suyas. Sin embargo, cuando Sila llegó, la mayoría de estas se pasaron a su bando, pero no así Atenas, en la que su tirano impuesto por Mitrídates, Aristion, no estaba dispuesto a capitular.

## Asedio
Rápidamente, Sila comenzó su marcha hacia Atenas, y cuando llegó, decidió sitiarla. Esto era un problema, pues los Muros Largos, que conectaban el puerto del Pireo y Atenas estaban en ruinas, por lo que tuvo que sitiar las dos ciudades por separado. Aristion decidió defender Atenas, mientras que el general póntico Arquelao prefirió defender el puerto del Pireo, cosa que era más fácil, pues sus compatriotas dominaban el mar y podía pedirles refuerzos cuando se le antojase. Además, tenía provisiones de sobra, mientras que en Atenas habían comenzado a escasear. Unos días después, Sila atacó el puerto del Pireo, pero fue rechazado, por lo que decidió construir máquinas de asedio de mayor resistencia. Sin embargo, en su siguiente ataque, a pesar de tomar las murallas, se encontró con que Arquelao había construido otras en el interior de la ciudad. Viendo que sería difícil acabar con Arquelao, Sila decidió concentrar sus esfuerzos en la toma de Atenas.
No tardó mucho tiempo Sila en enterarse de que sus opositores políticos en Roma habían tomado las riendas del poder, y que no lo iban a ayudar en su campaña aportándole, como él pensaba, dinero. Por ello, ordenó saquear todos los templos cercanos para tener dinero suficiente para continuar con su expedición. Dicen que una de las personas enviadas a hacerlo, se asustó debido a que cuando entró al templo oyó carcajadas, y que Sila le dijo que si escuchaba risas era porque estaban felices y no enojados. Mientras tanto, en Atenas, donde la escasez de comida era ya un serio problema, Aristion se volvía cada vez más impopular. El ataque de Sila se inició el 1 de marzo de 86 a. C., tras cinco meses de asedio. Lo realizó por un lugar en el que unos desertores enemigos le habían informado que era fácil de atacar. Las tropas de Sila no tardaron en entrar en la ciudad, y la saquearon. Aristion, tras quemar el Odeón de Pericles, huyó con los suyos a la Acrópolis, donde se las arreglaron para tener provisiones durante algunas semanas. Durante ese mismo mes, Arquelao se retiró del Pireo, al verse rodeado por los romanos, para partir en busca de los refuerzos que Mitrídates le iba a enviar. Sila, para evitar la reunión de Arquelao con sus refuerzos, salió de Atenas con la mitad de su ejército, y le dejó a Curión la tarea de tomar la Acrópolis. Aunque, al principio Aristión y los suyos resistieron, al enterarse de la derrota póntica en Queronea, se rindieron y fueron ejecutados.

## Consecuencias
Así cayó Atenas el 1 de marzo de 86 a. C.. Ese mismo año, Sila aniquilaría a otras tropas pónticas en la batalla de Queronea, y al año siguiente haría lo mismo en la batalla de Orcómeno. Finalmente, Sila y Mitrídates VI se reunirían en 85 a. C. y firmarían el tratado de Dárdanos, concluyendo así la guerra.